# Mokatako
Mokatako è un villaggio del Botswana situato nel distretto Meridionale, sottodistretto di Barolong. Il villaggio, secondo il censimento del 2011, conta 1.018 abitanti.

## Località
Nel territorio del villaggio sono presenti le seguenti 6 località:
- Gakikana,
- Malelalo di 25 abitanti,
- Matlakeng di 70 abitanti,
- Mothethwa di 23 abitanti,
- Sekokwane di 368 abitanti,
- Tshipane di 14 abitanti